# Dickita
La dickita és un mineral de la classe dels silicats (fil·losilicats), que pertany al grup caolinita-serpentina. Va ser descoberta l'any 1930, i rep el seu nom del químic metal·lúrgic escocès Allan Brugh Dick (1833-1926).

## Característiques
La dickita és un polimorf de la hal·loysita, de la caolinita i de la nacrita, que cristal·litza en el sistema monoclínic. Pertany al grup caolinita-serpentina de minerals. La seva fórmula és Al₂(Si₂O₅)(OH)₄. És rara en estat pur, i sol tenir impureses que li donen diferents coloracions, com són: Ti, Fe, Mg, Ca, Na o K. La seva duresa a l'escala de Mohs oscil·la entre 2,5 i 3.
Segons la classificació de Nickel-Strunz, la dickita pertany a «09.ED: Fil·losilicats amb capes de caolinita, compostos per xarxes tetraèdriques i octaèdriques» juntament amb els següents minerals: caolinita, nacrita, odinita, hal·loysita, hisingerita, hal·loysita-7Å, amesita, antigorita, berthierina, brindleyita, caryopilita, crisòtil, cronstedtita, fraipontita, greenalita, kel·lyïta, lizardita, manandonita, nepouïta, pecoraïta, guidottiïta, al·lòfana, crisocol·la, imogolita, neotocita, bismutoferrita i chapmanita.

## Formació i jaciments
És un mineral secundari generalment d'origen hidrotermal associat amb filons, derivat en part de l'alteració de minerals aluminosilicats. També es presenta com una fase sedimentària autigènica. Sol aparèixer associada a la calcedònia. Als territoris de parla catalana ha estat descrita a la mina Regia (Bellmunt del Priorat, Priorat), a la pegmatita Mas Joanhuix (Sant Hilari Sacalm, Selva), al Correc d'en Llinassos (Oms, Rosselló) i al Mas Vicenç (Queixàs, Rossellló).

## Varietats
Es coneixen dues varietats de dickita:
- La pedra Changhua, o Changhua Stone, una densa varietat groga de dickita que s'utilitza per tallar. En general, conté petites quantitats d'alunita com una impuresa.[5]
- La pedra Gaoshan, o Gaoshan Stone, una densa varietat de dickita amb taques vermelles d'hematita, que s'utilitza per tallar. També conté quars i pirofilita com impureses menors. Els xinesos consideren aquest material com una varietat de pedra Shoushan, encara que la veritable pedra Shoushan es compon principalment de pirofilita.[6]